# Ophthalmolepis lineolata
Ophthalmolepis lineolata là loài cá biển duy nhất thuộc chi Ophthalmolepis trong họ Cá bàng chài. Loài này được mô tả lần đầu tiên vào năm 1839.

## Từ nguyên
Từ định danh của chi được ghép bởi hai từ trong tiếng Hy Lạp cổ đại: ophthalmos ("mắt") và lepis: "vảy cá"), hàm ý đề cập đến lớp vảy sau mắt.
Từ định danh của loài trong tiếng Latinh mang nghĩa là "có các vệt sọc", hàm ý đề cập đến các vệt màu xanh lam óng trên đầu của cá đực.

## Phạm vi phân bố và môi trường sống
O. lineolata là một loài đặc hữu của vùng bờ biển phía nam nước Úc. Loài này được ghi nhận trải dài từ vịnh Byron (New South Wales) vòng xuống phía nam và trải dài đến Houtman Abrolhos (Tây Úc); tuy nhiên O. lineolata lại hiếm được quan sát tại eo biển Bass.
O. lineolata sống gần những rạn san hô ven bờ và ngoài khơi, ở độ sâu đến 60 m.

## Mô tả
O. lineolata có chiều dài cơ thể tối đa được ghi nhận là 47 cm. Là một loài lưỡng tính tiền nữ, O. lineolata cái có thể chuyển đổi thành cá đực khi đạt chiều dài khoảng 27 đến 34 cm (khoảng 5 năm tuổi). Tuổi thọ tối đa được ghi nhận ở loài này là 14 năm.
Cá cái và cá con có màu đỏ da cam hoặc nâu vàng với một dải sọc trắng dọc theo hai bên lườn; đốm đen ở trước vây lưng. Cá đực có thân trên màu nâu đỏ, thân dưới màu nâu vàng, tách biệt nhau bởi dải sọc trắng; bên dưới dải trắng là một dải màu đen. Đầu của cá đực có nhiều vệt sọc màu xanh lam óng; vảy trên thân và các vây cũng các vệt đốm màu xanh tương tự.
Số gai ở vây lưng: 9; Số tia vây ở vây lưng: 12–13; Số gai ở vây hậu môn: 3; Số tia vây ở vây hậu môn: 13; Số tia vây ở vây ngực: 14; Số gai ở vây bụng: 1; Số tia vây ở vây bụng: 5.

## Hành vi và tập tính

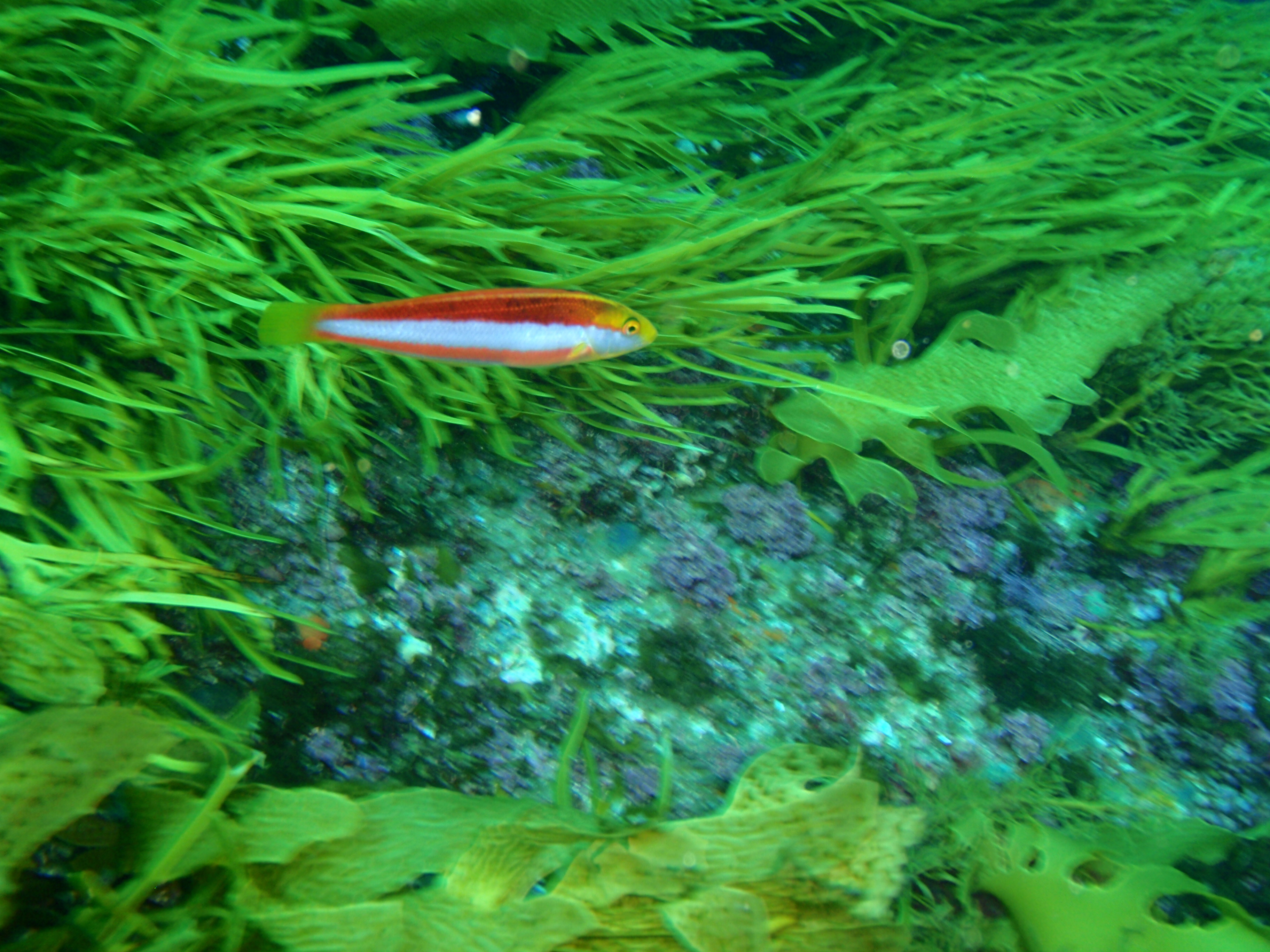
Cá cái

Thức ăn của O. lineolata là các loài nhuyễn thể, bao gồm giun nhiều tơ, nhuyễn thể lớp Polyplacophora, lớp Chân bụng (đặc biệt là những loài của chi Austroginella), thân mềm hai mảnh vỏ và cầu gai.
O. lineolata trưởng thành thường hợp thành đàn lớn, còn cá con lại sống đơn độc ở gần cửa sông. Loài này được đánh bắt nhằm mục đích làm thực phẩm.